# Martinsstift (Darmstadt)
Das Martinsstift ist ein Bauwerk in Darmstadt.

## Architektur und Geschichte
Das im Jahre 1891 eingeweihte Gemeindehaus der Martinsgemeinde wurde – wie die schon früher errichtete Martinskirche – durch eine Spende finanziert.
Das Martinsstift mit einem großen Saal ist mit einer späteren westlichen Erweiterung weitgehend im alten Zustand erhalten.
Das eingeschossige Bauwerk besteht aus Mauerwerk mit steilem schiefergedecktem Satteldach und einer verputzten Fassade.
Die Fenster mit feinem Werksteinschmuck und das mit zierlichen Dachgauben und einem offenen Dachreiter angelegte Dach fanden ihre Entsprechung am ursprünglichen Kirchengebäude.

## Denkmalschutz
Aus architektonischen und ortsgeschichtlichen Gründen ist das malerische Bauwerk ein Kulturdenkmal.